# Benedikcional
Benedikcional (od srlat. benedictionale od lat. benedictio: blagoslov) je katolička liturgijska knjiga. Sadrži molitve blagoslova. Benedikcionalom se služi biskup tijekom svečanog bogoslužja. Blagoslovi su prikupljeni iz sakramentara.
Poznati benedikcional je anglosaski benedikcional sv. Etelvolda, jedan od relativno rijetkih oslikanih rukopisa, koji su većinom ranosrednjovjekovni.